# Aethalura distincta
Aethalura distincta là một loài bướm đêm trong họ Geometridae.